# Baseketball
BASEketball (conosciuto anche come Baseketball, soprattutto in Italia) è un film commedia di David Zucker del 1998. Tra i protagonisti ci sono i creatori di South Park Trey Parker e Matt Stone, Dian Bachar, Robert Vaughn, Ernest Borgnine, Yasmine Bleeth e Jenny McCarthy. Il film racconta la storia dello sport (creato anni prima da Zucker) con lo stesso nome, dalla sua invenzione al suo sviluppo come sport a livello nazionale. Questo è l'unico film di Parker e Stone a non essere prodotto, diretto o scritto da loro.

## Trama
1993, Coop e Reemer sono disoccupati e stanno per perdere l'ipoteca sulla loro casa. Si imbucano a un party organizzato da un loro ex compagno della high school: dopo aver scoperto che i loro ex compagni hanno una vita migliore della loro, Coop e Reemer si ritrovano su in campo da basket. Due loro ex compagni li sfidano: i due vedono che i loro avversari sono molto bravi a basket, così dicono a loro che accetteranno la sfida solo se gareggeranno in un nuovo gioco. Così inventano un ibrido fra basket e baseball, il baseketball, e formano una loro lega, reclutando un terzo membro: Kenny "Schizzo" Scolari.
Sei mesi dopo, sempre più gente desidera vederli giocare a baseketball. Ted Denslow propone loro di creare la National BASEketball League (NBL). Cinque anni dopo, la NBL è in pieno svolgimento, con gli stadi, le squadre, i tifosi, e un campionato maggiore. Durante il campionato, Denslow, proprietario dei Milwaukee Beers in cui giocano Coop e Reem, muore strozzandosi con un hot dog. Dopo la partita, Jenna Reed, capo della "Fondazione Sogni che si Avverano", si presenta a Coop e Reem mentre escono dallo stadio. La lettura del testamento di Denslow rivela che Coop diventa il proprietario dei Beers, ma potrà mantenere la proprietà solo se vincerà la prossima Denslow Cup. Il rivale di Denslow, Baxter Cain, proprietario dei Dallas Felons, vuole modificare una regola della NBL: il divieto di trasferimento dei giocatori. Yvette sarebbe disposta a concedere tale cambiamento nel caso fosse proprietaria della squadra, ma Coop rifiuta: Cain e Yvette così si uniscono con un piano per assicurarsi che la donna ottenga la proprietà della squadra.
Cain taglia i fondi alla fondazione di Jenna, forzando Coop e Reemer a chiedergli aiuto. Quest'ultimo suggerisce di creare una linea di abbigliamento e di spedire il ricavo alla fondazione. Coop è contrario, ma Reemer accetta e diventa in breve ossessionato dalla sua fama. Dopo aver vinto le semifinali del campionato, Cain informa Coop e Reemer che la loro linea di abbigliamento è stata creata attraverso lo sfruttamento minorile a Calcutta. Se il pubblico scoprisse questa cosa, la squadra e la fondazione di Jenna sarebbero rovinati: Cain minaccia di mostrare le foto al pubblico, a meno che Coop e Reemer perdano la partita. Jenna lo scopre e rompe con Coop, che decide di partire per Calcutta in modo da risolvere la situazione. Coop sostituisce tutti i lavoratori bambini con altri adulti e torna indietro proprio mentre sta iniziando il quinto Denslow Cup annuale.
I Beers partono male, non riuscendo a fare un colpo in sei inning. Al settimo inning, i Beers sono sotto di 16-0. Dopo un commovente discorso di Squeak, Coop e Reemer diventano nuovamente amici e Yvette interrompe la sua alleanza con Cain. Coop, Reemer e Schizzo finalmente tornano in gioco e iniziano e segnare. Nell'angolo in basso e metà, Reemer è in seconda base, Squeak è in terza e Coop è su quando il suo pallone personale scoppia. Uno dei ragazzi della fondazione di Jenna, Joy porta una nuova palla per farla usare a Coop. Sbaglia il tiro ma completa con successo la conversione per la vittoria della partita e della Denslow Cup. Coop e Jenna si riuniscono, mentre Reemer e Yvette si mettono insieme.

## Distribuzione
Il film uscì nelle sale statunitensi il 31 luglio 1998, mentre in Italia uscì il 23 luglio 1999. È l'unico film in cui recitano Trey Parker e Matt Stone pubblicato in Italia. Il film ricevette recensioni negative. La colonna sonora del film ha avuto un discreto successo. Da ricordare una reinterpretazione ska dei Reel Big Fish di Take on Me, brano dei norvegesi A-ha.